# かすみがうら市消防本部
かすみがうら市消防本部（かすみがうらししょうぼうほんぶ）は、茨城県かすみがうら市の消防部局（消防本部）。

## 沿革
2006年（平成18年）2月20日、かすみがうら市発足に伴い、新治地方広域事務組合消防本部から独立、かすみがうら市消防本部を設立。

## 組織
- 総務課 - 総務係・管理係・消防団係
- 警防課 - 救急救助係・消防係・通信指令係
- 予防課 - 予防係・危険物係
- 西署・東署 - 総務係・救急係・予防係・警防係

## 消防署
| 消防署         | 所在地                      | 施設面積（m2） |
| -------------- | --------------------------- | -------------- |
| 本部・西消防署 | かすみがうら市上土田501番地 | 641.99         |
| 東消防署       | かすみがうら市宍倉2410番地6 | 504.06         |

## 主力機械
2020年7月現在
| 機械                               | 台数 | 所属                 |
| ---------------------------------- | ---- | -------------------- |
| 化学消防ポンプ自動車               | 1    | 西署                 |
| 消防ポンプ自動車                   | 2    | 西署・東署           |
| 水槽付消防ポンプ自動車（タンク車） | 2    | 東署・東署           |
| 指揮車                             | 3    | 西署・東署・消防本部 |
| 消防艇                             | 1    | 東署                 |
| 救助工作車                         | 1    | 西署                 |
| 救急自動車                         | 4    | 西署（3）・東署（1） |
| 査察車                             | 1    | 本部                 |
| 団指揮車                           | 1    | 本部                 |
| 資機材搬送車                       | 1    | 本部                 |
| 広報車                             | 1    | 本部                 |
| 連絡車                             | 1    | 本部                 |

## 不祥事
2019年8月25日未明にかすみがうら市の国道で発生した交通死亡事故で、駆け付けた当消防本部の消防士が、大破した軽乗用車の助手席に閉じ込められていた70代の女性を見落としたまま救助活動を終了した。
当該軽乗用車は土浦警察署に運ばれ事故の検証が行われていたが、そこで初めて警察官が女性を発見した。女性は緊急搬送されたが死亡が確認された。事故発生から5時間超が経過していた。